# Tú Lý
Tú Lý là một xã thuộc huyện Đà Bắc, tỉnh Hòa Bình, Việt Nam.

## Địa lý
Xã Tú Lý nằm ở phía đông bắc huyện Đà Bắc, có vị trí địa lý:
- Phía đông giáp thành phố Hòa Bình
- Phía tây giáp xã Cao Sơn và xã Tân Minh
- Phía nam giáp thị trấn Đà Bắc và xã Toàn Sơn
- Phía bắc giáp tỉnh Phú Thọ.

Xã Tú Lý có diện tích 54,09 km², dân số năm 2018 là 5.153 người, mật độ dân số đạt 95 người/km².

## Lịch sử
Địa bàn xã Tú Lý hiện nay trước đây vốn là một phần xã Tu Lý thuộc huyện Đà Bắc.
Ngày 27 tháng 2 năm 1985, tách 2.100 ha diện tích tự nhiên của xã Tu Lý để thành lập xã Hào Lý; tách 1.143 ha diện tích tự nhiên (xóm Rằng) thuộc xã Tu Lý để sáp nhập vào xã Cao Sơn.
Ngày 26 tháng 12 năm 1990, thành lập thị trấn Đà Bắc, thị trấn huyện lỵ huyện Đà Bắc trên cơ sở một phần diện tích và dân số của xã Tu Lý.
Đến năm 2018, xã Tu Lý có diện tích 44,73 km², dân số là 5.574 người, mật độ dân số đạt 125 người/km². Xã Hào Lý có diện tích 18,88 km², dân số là 1.704 người, mật độ dân số đạt 90 người/km².
Ngày 17 tháng 12 năm 2019, Ủy ban Thường vụ Quốc hội ban hành Nghị quyết số 830/NQ-UBTVQH14 về việc sắp xếp các đơn vị hành chính cấp huyện, cấp xã thuộc tỉnh Hòa Bình (nghị quyết có hiệu lực từ ngày 1 tháng 1 năm 2020). Theo đó, sáp nhập toàn bộ diện tích và dân số của xã Hào Lý với 35,21 km² diện tích tự nhiên và 3.449 người của xã Tu Lý vừa giải thể thành xã Tú Lý.
Sau khi sáp nhập, xã Tú Lý có diện tích 54,09 km², dân số là 5.153 người.